# Lembahsari
Lembahsari is een bestuurslaag in het regentschap Cianjur van de provincie West-Java, Indonesië. Lembahsari telt 5966 inwoners (volkstelling 2010).